# Северный помо
Северный помо (Northern Pomo) - мёртвый индейский язык, который относится к помоанской языковой семье, на котором раньше говорил народ помо, проживающий на территории долины Шервуд штата Калифорния в США. Имел гидивилльский и шервудский диалекты. В 1994 году умер последний говорящий на языке - Эдна Герреро, а 17 издание справочника Ethnologue указывает, что по состоянию на 2007 год, в ранчерии Шервуд, около города Уиллитс, проживает один пожилой носитель северного помо. В настоящее время народ говорит на английском языке.